# Ianduba vatapa
Ianduba vatapa là một loài nhện trong họ Corinnidae.
Loài này thuộc chi Ianduba. Ianduba vatapa được miêu tả năm 1997 bởi Bonaldo.